# Deutscher Ring
Deutscher Ring war der Name einer deutschen Versicherungsgruppe, deren größere Unternehmensteile mit der Basler Versicherungen verschmolzen wurden. Die Basler Versicherungen gehören zum Schweizer Versicherungskonzern Bâloise. Lediglich die Deutscher Ring Krankenversicherung existiert noch als Spezialmarke der Signal Iduna Krankenversicherung a. G.
Die ehemalige Hauptverwaltung des Deutschen Rings an der Ludwig-Erhard-Straße in Hamburg gegenüber dem Michel ist heute ein Standort der Basler Versicherungen Deutschland.

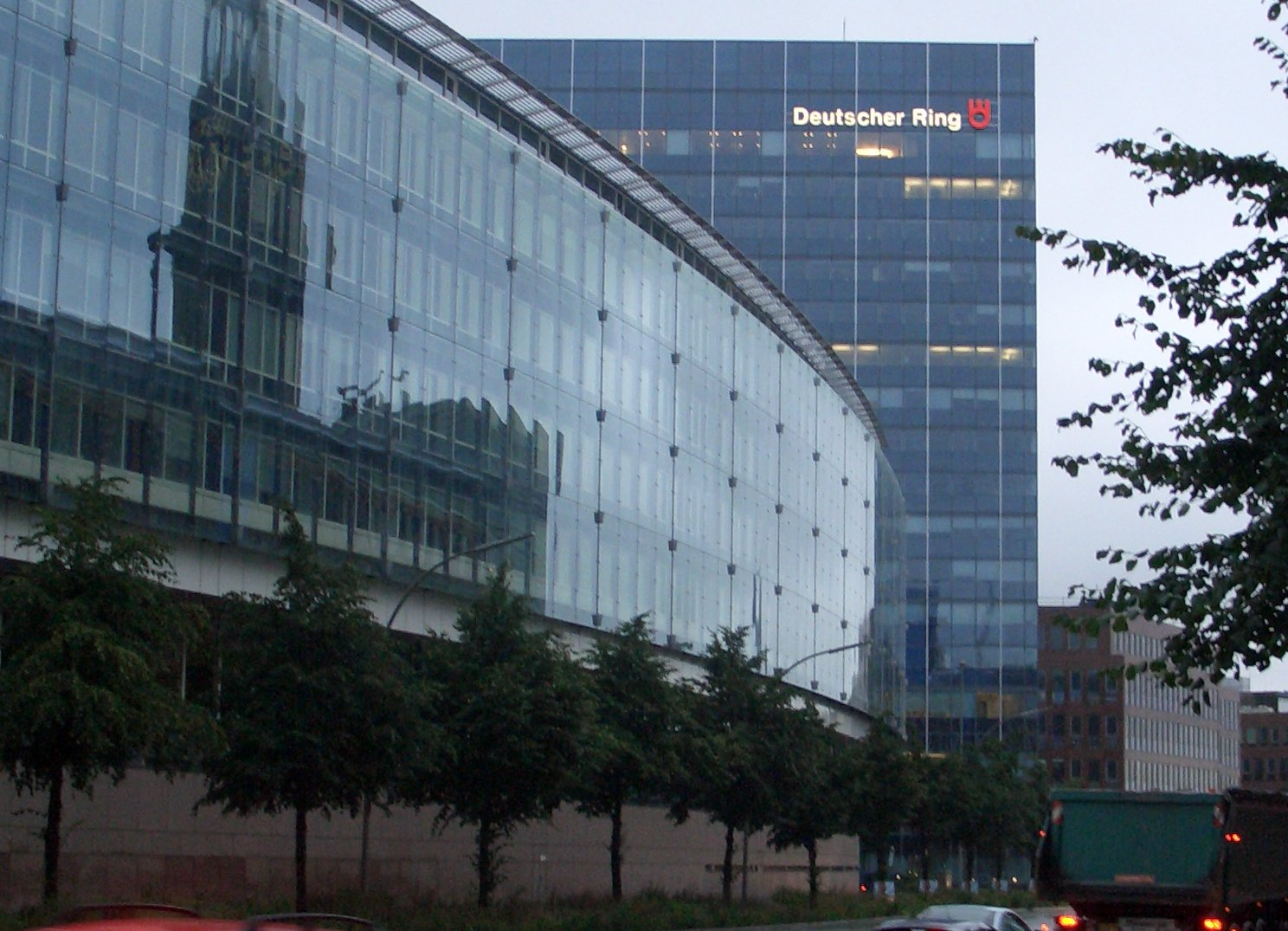
Außenansicht Deutscher Ring im August 2005; in der Glasfassade spiegelt sich der Hamburger Michel

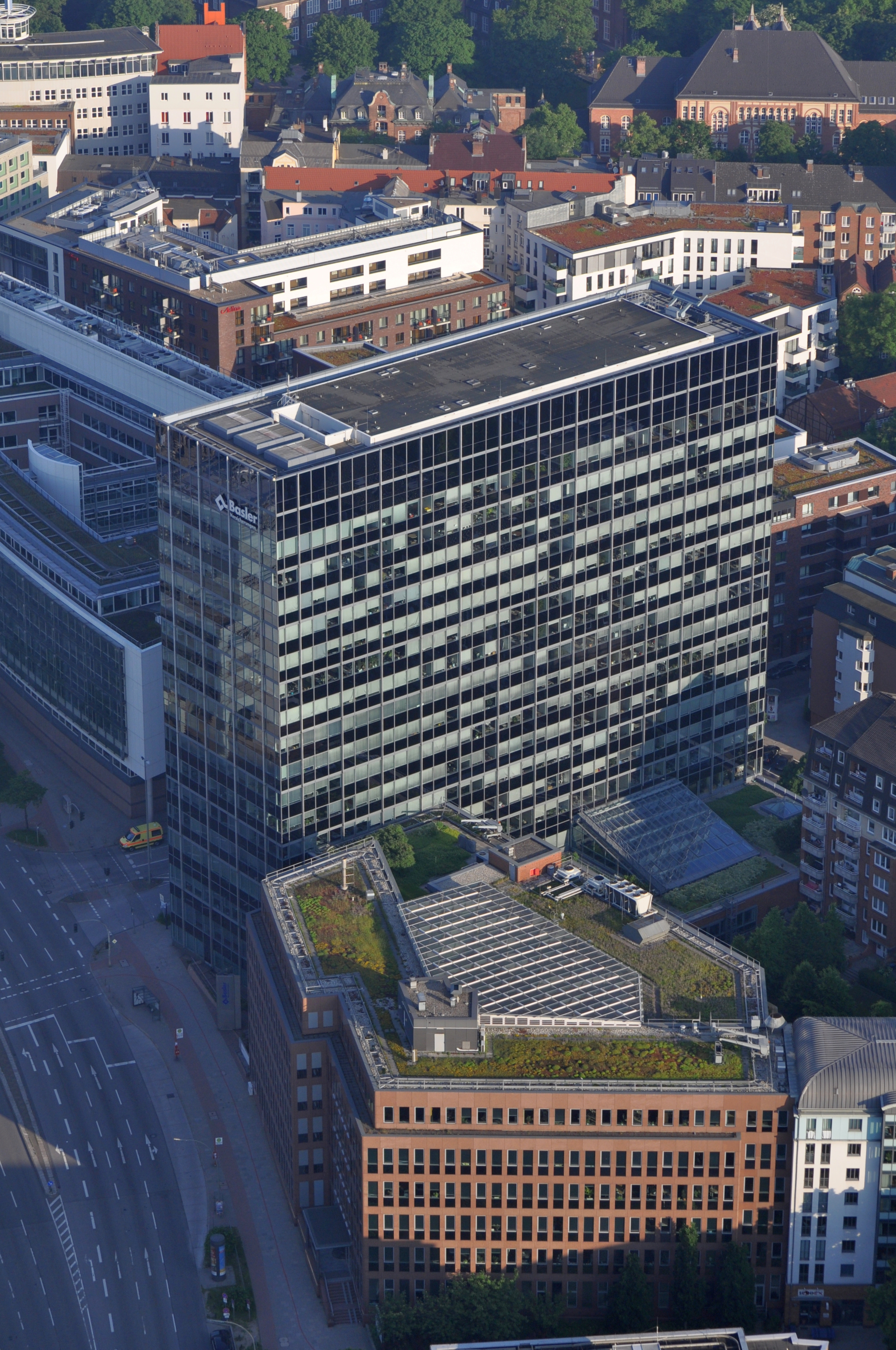
Standort der Basler Versicherungen Deutschland in Hamburg im Juni 2013

## Ehemalige Gesellschaften
| Versicherungsgruppe oder Bank | neue Gesellschaft                      | ehemalige Gesellschaft                                        | Anmerkungen |
| ----------------------------- | -------------------------------------- | ------------------------------------------------------------- | --- |
| Basler Versicherungen         | Basler Lebensversicherungs-AG          | Deutscher Ring Lebensversicherungs-AG                         | wurde am 21. Dezember 2012 umbenannt. |
| Basler Versicherungen         | Basler Financial Services GmbH         | Deutscher Ring Financial Services GmbH                        | wurde am 21. Dezember 2012 umbenannt. |
| Basler Versicherungen         | Basler Sachversicherungs-AG            | Deutscher Ring Sachversicherungs-AG                           | Deutscher Ring Sachversicherungs-AG und die Avetas Versicherungs-AG wurden am 1. September 2013 auf die Basler Sachversicherungs-AG verschmolzen. |
| Basler Versicherungen         | Basler Beteiligungsholding GmbH        | Deutscher Ring Beteiligungsholding GmbH                       | wurde am 8. April 2014 umbenannt. |
| Basler Versicherungen         | Basler Sach Holding AG                 | Deutscher PensionsRing AG                                     | wurde am 23. September 2014 umbenannt. |
| SIGNAL IDUNA                  | Signal Iduna Krankenversicherung a. G. | Deutscher Ring Krankenversicherungsverein auf Gegenseitigkeit | schloss sich 2009 der Signal-Iduna Gruppe an und verschmolz im August 2017 mit der Signal Krankenversicherung a. G., die seither als Signal Iduna Krankenversicherung a. G. firmiert. Innerhalb derer existiert die Marke Deutscher Ring Krankenversicherung weiterhin fort. |
| BAWAG Group                   | start:bausparkasse AG                  | Deutscher Ring Bausparkasse AG                                | wurde im Dezember 2017 an die BAWAG Group verkauft und firmierte ab 1. Januar 2019 als start:bausparkasse AG. |

## Ehemalige Unternehmensstruktur

### Aufgliederung
Heute steht Deutscher Ring (DR) für eine Finanzdienstleistungsgruppe, die sich aus diversen Versicherungsgesellschaften mit untereinander verstrickten Beteiligungen zusammensetzt. Aktuell stellt sich die Unternehmensstruktur wie folgt dar:
- Die Deutscher Ring Lebensversicherungs-AG und die Deutscher Ring Sachversicherungs-AG befinden sich zu 100 % im Besitz der Basler Versicherung Beteiligungsgesellschaft mbH, die wiederum über eine Beteiligungsschachtel zu 100 % durch die Bâloise-Holding kontrolliert wird.
- Die Deutscher PensionsRing AG ist eine 100-%-Tochter der Deutscher Ring Lebensversicherungs-AG.
- Der Deutscher Ring Krankenversicherungsverein auf Gegenseitigkeit schloss sich 2009 der Signal-Iduna Gruppe an und verschmolz im August 2017 mit der Signal Krankenversicherung a. G., die seither als Signal Iduna Krankenversicherung a. G. firmiert. Innerhalb derer existiert die Marke Deutscher Ring Krankenversicherung weiterhin fort.
- Die Deutscher Ring Financial Services GmbH wird indirekt zu 100 % von der Deutscher Ring Sachversicherungs-AG kontrolliert.
- Die Deutscher Ring Bausparkasse AG (jetzt start:bausparkasse AG) wurde von mehreren Deutscher-Ring-Unternehmen gehalten mit folgenden Beteiligungssätzen:
  - 55 % Deutscher Ring Lebensversicherungs-AG
  - 35 % Deutscher Ring Krankenversicherungsverein a.G.
  - 10 % Deutscher Ring Sachversicherungs-AG

Die gleiche Aktionärsstruktur − auch mit den gleichen Beteiligungssätzen − weist die Deutscher Ring Beteiligungsholding GmbH auf.
Ein weiteres Unternehmen im Deutscher-Ring-Verbund, die Deutscher Ring Unterstützungskasse e. V., ist nach Unternehmensangaben „als eigenständiger Verein in die Unternehmensgruppe Deutscher Ring eingebunden“.

### Führungshierarchie
Die Führungshierarchie ist beim Deutschen Ring nach der Neuausrichtung und Optimierung 2002 sehr flach geworden; es werden nur 3 Führungsebenen unterschieden:
1. Vorstand
2. Führungsebene 1 (Bereichsleiter liegen im Organisationsschema direkt unter den Vorstandsressorts)
3. Führungsebene 2 (Abteilungsleiter)

2007 wurde im Wesentlichen die Führungsstruktur des Außendienstes verändert. Es wurden Einheiten zusammengelegt und aus den Regionaldirektionen wurden Vertriebsdirektionen mit leicht veränderten Aufgaben.

### Außendienstmitarbeiter
Der Außendienst des Deutschen Ringes wird über Landesdirektionen (LD) und Vertriebsdirektionen (VD) koordiniert, letzteren sind die freiberuflichen Agenturen unterstellt. In den Vertriebsdirektionen gibt es jeweils einen Vertriebsassistenten, der die Außendienstmitarbeiter beim Vertrieb unterstützt.
- Landesdirektion Nord/Ost, unterteilt in die vier Vertriebsdirektionen Hamburg, Hannover, Leipzig und Berlin.
- Landesdirektion West, unterteilt in die vier Vertriebsdirektionen Düsseldorf, Dortmund, Köln und Frankfurt.
- Landesdirektion Süd, unterteilt in die fünf Vertriebsdirektionen München, Nürnberg, Stuttgart, Freiburg und Karlsruhe

Die Außendienstmitarbeiter arbeiten für die Agenturen anfangs auf Provisionsbasis pro Vertragsabschluss. Nach mehrjähriger Mitarbeit und ausreichender Leistung erhalten die Mitarbeiter auch eine Bestandsprovision für bestehende Verträge, die sie abgeschlossen haben.

### Ausschließlichkeitsvereinbarung
Die Außendienstmitarbeiter müssen in aller Regel eine Ausschließlichkeitsvereinbarung unterzeichnen, die sie verpflichtet, ausschließlich Produkte des Deutschen Ringes und der Basler-Securitas zu verkaufen. Für den Fall, dass der Außendienstvermittler einen Vertrag, der nicht von den beiden Unternehmen angeboten wird, verkaufen will, hat der Deutsche Ring die Vermittlungs GmbH gegründet. Ausschließlich hierüber darf der Außendienstmitarbeiter Fremdverträge verkaufen. Die Vermittlungs GmbH soll vorrangig dazu verwendet werden, Stammkunden weiterhin an den Deutschen Ring zu binden.

## Geschichte

Sammel-Namensaktie der Deutsche Ring Lebensversicherungs-AG vom 1. Oktober 1935

Die heutige Lebensversicherungsgesellschaft der Deutscher-Ring-Gruppe, die Deutscher Ring Lebensversicherungs-AG, wurde 1913 in Hamburg als Volksversicherung des Deutschnationalen Handlungsgehilfen-Verbandes, einer damaligen Angestelltengewerkschaft gegründet. 1923 wurde die Transportversicherung, die später zur Deutscher Ring Sachversicherungs-AG wurde, gegründet. 1925 erfolgte die Gründung des heutigen Deutscher Ring Krankenversicherungsverein auf Gegenseitigkeit.
1929 wurden die Unternehmen unter dem einheitlichen Namen Deutscher Ring, den die Gruppe bis heute trägt, zu einer Versicherungsgruppe zusammengeschlossen. Im gleichen Jahr wurde die Kooperation mit der NSDAP aufgenommen und eine Sterbegeldversicherung (Hilfskasse der NSDAP) für NSDAP-Mitglieder und deren Angehörige eingeführt. Zugleich stellte der Deutsche Ring zahlreiche arbeitslose NSDAP-Mitglieder als Werber ein und profitierte so vom Aufstieg der NSDAP. Im Besitz des nationalistischen und antisemitischen Deutsch-Nationalen Handlungsgehilfenverbands hatte die Gesellschaft schon 1933 als erste große Privatkrankenversicherung per Satzung festgelegt, keine Juden zu versichern. 1933 folgte die Integration des Deutschen Rings als Unternehmen der Deutschen Arbeitsfront. Die Gewerkschaften wurden verboten und deren Unternehmen wurden der DAF zugeschlagen. 1936 wurde die Tochtergesellschaft des Deutschen Rings für Sachversicherungen, die „Deutscher Ring Allgemeine Versicherung AG“ abgespalten und mit der „Volksfürsorge Allgemeine Versicherung“ und der „Deutsche Feuerversicherung AG“ zur Deutsche Sachversicherung AG verschmolzen.
Nach Ende des Zweiten Weltkriegs wurde das Unternehmen Deutscher Ring durch Kontrollratsgesetz Nr. 57 vom 30. August 1947 liquidiert. Der Geschäftsbetrieb wurde an die neu gegründete Neue Welt Lebensversicherungs-AG und Neue Welt Krankenversicherungsverein a.G. übertragen. Durch die Neuordnung veranlasst übernahm die Deutsche Angestellten-Gewerkschaft (DAG) die Anteile der Lebensversicherung. 1953 kehrte man zum ursprünglichen Namen Deutscher Ring zurück.
Von der DAG erwarb Rudolf-August Oetker, der Geschäftsführer der Dr. August Oetker KG, 1960 die Mehrheit des Aktienkapitals der Deutscher Ring Lebensversicherungs-AG.
1971 wurde die heutige Deutscher Ring Financial Services GmbH gegründet, über die erstmals in der Geschichte des Deutschen Ringes der Verkauf von Aktien- und Rentenfonds stattfand. 1972 erfolgte die Gründung der Deutscher Ring Bausparkasse AG.
1985 erwarb die Basler Versicherungsgruppe, ein Schweizer Versicherungskonzern mit Sitz in Basel, die Aktienmehrheit an der Deutscher Ring Lebensversicherungs-AG. Zusätzlich übernahm sie das gesamte Aktienpaket der Deutscher Ring Sachversicherungs-AG. Der Deutsche Ring erwarb im selben Jahr zur Vergrößerung seiner Vertriebsstrukturen Mehrheitsanteile an der Vermögensberatungsgesellschaft OVB, der heutigen OVB Holding AG.
1986 stieg der Deutsche Ring erstmals bei der Zeus Vermittlungsgesellschaft mbH ein, an der er heute mehrheitlich beteiligt ist. Die Büroräume der Hauptverwaltung der Zeus Vermittlungsgesellschaft liegen heute (Stand: 2005) direkt neben dem Deutschen Ring in einem Gebäude, das vom Deutschen Ring an die Zeus Vermittlungsgesellschaft vermietet wurde. 1990 war der Deutsche Ring erstmals nach 45 Jahren wieder in Ostdeutschland vertreten. Das Jahr der Maueröffnung wird von vielen Versicherungsunternehmen als das goldene Jahr bezeichnet, da der zu weckende „Bedarf“ an Versicherungen im Osten nach der Maueröffnung sehr groß war. Zur Verbesserung des Vertriebes wurde als erste Landesdirektion in Ostdeutschland die Landesdirektion Ost in Leipzig gegründet.
Nach einer Reihe schwieriger Jahre sah sich der Deutsche Ring gezwungen, eine Neuausrichtung seines Geschäfts auf die Vorsorge und lebenslange Betreuung (der Vorsorgepakete) von Privatpersonen vorzunehmen. Im Zuge der Neuausrichtung gab die Deutscher Ring Sachversicherungs-AG das gewerbliche und das gesamte Kfz-Geschäft an die Schwestergesellschaft Basler Securitas Versicherungen ab. Seit 2001 verkaufte der Deutsche Ring keine eigenen Kfz-Versicherungen, sondern Produkte der Basler Securitas.
2002 erwarb die Basler Versicherungsgruppe von Kleinaktionären die restlichen zirka 2,3 Prozent der Aktien der Deutscher Ring Lebensversicherungs-AG.
2004 wurde die Deutscher PensionsRing AG als 100-prozentige Tochter der Deutscher Ring Lebensversicherungs-AG gegründet, um die Angebotspalette im zu dem Zeitpunkt stark wachsenden Markt der betrieblichen Altersvorsorge zu erweitern.
2005 wurde die deutsche Tochtergesellschaft AEGON Lebensversicherungs-AG der niederländischen Aegon N.V. über eine 100-prozentige Beteiligungsgesellschaft übernommen. Die AEGON Lebensversicherungs-AG war in Deutschland durch die Versicherungsmarke Moneymaxx bekannt. Der Deutsche Ring vertreibt nach der Übernahme weiterhin fondsgebundene Produkte unter dieser Marke in Deutschland.
Infolge eines Zerwürfnisses zwischen dem Krankenversicherungsverein und der Bâloise, nachdem letztere die bis dato übergreifend gleiche Führungsmannschaft rund um den Vorstandsvorsitzenden Wolfgang Fauter der von ihr kontrollierten Deutscher-Ring-Unternehmungen ausgetauscht hatte, hat sich der weiterhin von Fauter geführte Deutscher Ring Krankenversicherungsverein mit den Obergesellschaften der Signal Iduna-Gruppe zum 1. April 2009 zu einem Gleichordnungskonzern zusammengeschlossen.
2017 wurde die Deutsche Ring Bausparkasse an die österreichische BAWAG verkauft.

## Soziales Engagement
Der Deutsche Ring unterstützt den von einigen Mitarbeitern gegründeten Verein Ring gegen Krebs e. V. Hier werden die Verwaltungskosten durch das Unternehmen getragen. Die Arbeit wird von Mitarbeitern ehrenamtlich geleistet, so dass alle Spenden Institutionen zugutekommen, die Familien von krebskranken Kindern unterstützen.
Ferner engagiert sich der Deutsche Ring in der Bevölkerungsgruppe der über 50-Jährigen. Mit der Generationenstudie, einer empirischen Untersuchung unter der wissenschaftlichen Leitung von Horst W. Opaschowski, erhebt der Deutsche Ring in Zusammenarbeit mit der Stiftung für Zukunftsfragen Einstellungen, Motive und Wünsche von Menschen in Deutschland unter besonderer Herausstellung der Generation ab 50 Jahren. Die Studie gibt über die aktuelle Lebenssituation dieser Generation Auskunft und bildet ihre Zukunftseinschätzungen und -wünsche ab. Die bisherigen Studienergebnisse sind als Buch veröffentlicht.